# Caleta Wulaia
Caleta Wulaia (del yagán, «bahía hermosa») es un fondeadero o rada situada en la costa occidental de la isla Navarino, al oriente del extremo sur de la isla Button, en la zona austral de Chile. Administrativamente pertenece a la comuna de Cabo de Hornos, en la provincia Antártica Chilena, la que a su vez forma parte de la Región de Magallanes y de la Antártica Chilena. El lugar es considerado el mejor fondeadero de la parte chilena del canal Beagle por estar bien protegida de los vientos de los cuatro cuadrantes. Así, debido a su historia como ancestral abrigo de los canoeros yaganes; como fondeadero en 1833 de la expedición del HMS Beagle (capitaneada por Robert Fitz-Roy e integrada por Charles Darwin); como lugar en que el yagán denominado Jemmy Button por los ingleses fue devuelto a su pueblo luego de un periplo alrededor del mundo en el que se vio embarcado como parte de una especie de experimento «civilizatorio»; como sede de una infortunada misión anglicana (1855) que culminó en una masacre de los misioneros, en el que, según se cree, habría participado Jemmy Button (1859) y debido al edificio de la vieja radio-estación de la Armada de Chile de 1931, que hoy es un museo de sitio, hacen de este lugar un sitio de interés para excursionistas y especialistas, formando parte de una ruta patrimonial reconocida como tal por el Ministerio de Bienes Nacionales de Chile.
Las excelentes condiciones marítimas hicieron de Wulaia, desde tiempos inmemoriales, uno de los lugares preferidos de reunión de los nativos yaganes. A comienzos del siglo XXI este pueblo ha sido prácticamente extinguido; sus vestigios, en torno de esta caleta, le han dado interés arqueológico al sitio.

## Aspecto de las costas y geografía
Situada sobre la costa oeste de la isla Navarino, directamente al oriente del extremo sur de la isla Button, es el mejor fondeadero de la parte sur del canal Beagle.
La caleta está formada por un canalizo de 2 cables de ancho por 5 de largo que corre en dirección ESE ente la costa oeste de la isla Navarino y el islote Conejos y la isla Coihue, que lo cierran por el SO. Su entrada se reconoce por dos cerros altos de forma cónica que avanzan hacia el canal Murray, siendo mucho mayor el del sur; sus nombres son el islote Águila y la isla Coihue.

## Bajos fondos
En el centro del canalizo de entrada que lleva al fondeadero interior hay un bajo fondo con una sonda de 5 1/2 metros. Está señalizado por sargazos y los buques lo pueden dejar por cualquiera de sus bandas.

## Clima y vientos
La caleta es el mejor fondeadero de la parte chilena del canal Beagle, está bien protegido de los vientos del 1° y 2° cuadrantes por la isla Navarino y del 3° y 4° cuadrantes, primero por las altas montañas de la isla Hoste y luego por las islas e islotes que cierran la caleta por el oeste.

## Historia

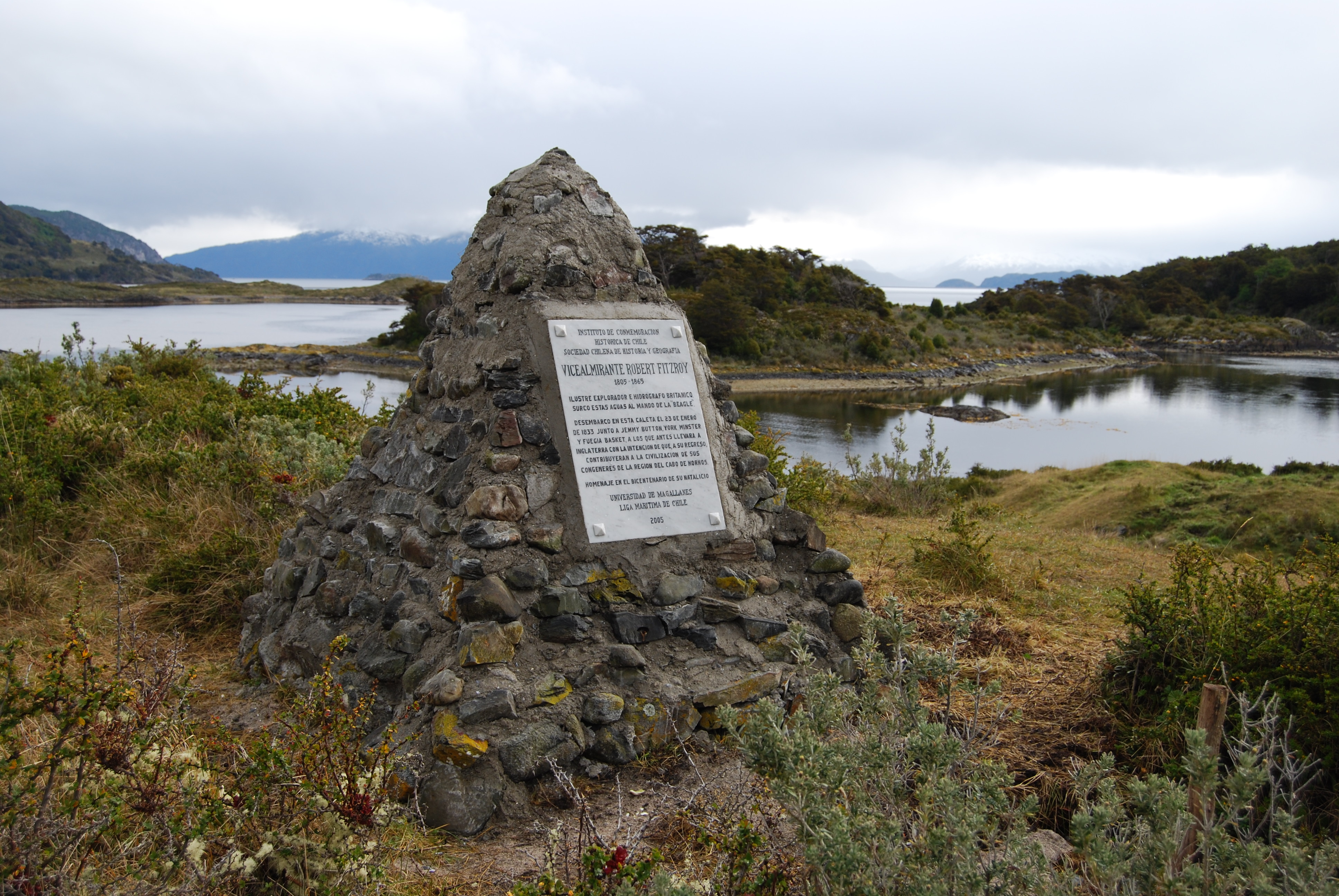
Túmulo y placa conmemorativa del bicentenario del nacimiento del vicealmirante Robert Fitzroy

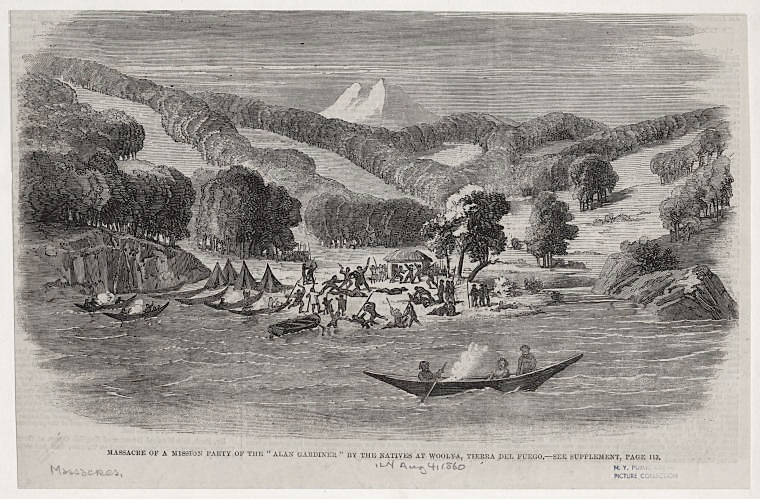
Masacre de británicos en 1859

Desde tiempos remotos, hace miles de años, fueron conocidas sus buenas condiciones marítimas, mar y viento, por lo que la mayor parte de la población de la etnia yagan de la isla Navarino, conocidos como los wakimaala (según su dialecto), estuvieron concentrados en caleta Wulaia. Es por ello también, que tanto el comandante del HMS Beagle de la Marina Real Británica, Robert Fitz Roy, como los primeros misioneros evangélicos europeos, tratarían de establecer misiones en este lugar.
Fitz Roy en un viaje anterior del Beagle a Tierra del Fuego, en 1830, había embarcado a cuatro fueguinos como rehenes, en represalia por el robo de una ballenera por parte de un grupo de kawesqar. De esta forma, los llevó al Reino Unido con la idea de que aprendieran inglés y otras materias propias de la civilización occidental, para luego traerlos de regreso a sus tierras. 
En 1832 en un nuevo viaje del Beagle a la Tierra del Fuego trajo de vuelta a los fueguinos, eran tres pues uno murió de viruela en Inglaterra. La Sociedad de la Iglesia Misionera designó al joven Richard Matthews para que acompañara a los fueguinos durante el viaje de regreso y para que permaneciera con ellos con el propósito de enseñarles y ver si podía establecerse entre los nativos del país.
En enero de 1833 Fitz Roy arribó a Wulaia con los fueguinos y el joven Matthews. Levantaron tres cabañas con huertas: una para Matthews, una para York Minster y Fuegia Basket y la tercera para Jemmy Button. El 6 de febrero Matthews desistió del intento reembarcándose en el «Beagle». En marzo de 1834 Fitz Roy, al regresar a Wulaia, se encontró con las cabañas vacías y las huertas abandonadas.
En 1854 la Sociedad Misionera Patagónica, adquirió una goleta de ochenta toneladas a la que bautizaron como Allen Gardiner la cual fue enviada a la isla Keppel en las Malvinas para que estableciera una misión desde la cual pudieran tomar contacto con Jimmy Button, y con su apoyo, iniciar una misión en la zona de Wulaia. 
En octubre de 1859, estimaron propicio iniciar el establecimiento de la futura misión Wulaia, para ello se embarcaron en la Allen Gardiner los equipos y provisiones necesarias y se envió al catequista Felipe Garland para establecerla. 
El 6 de noviembre del citado año habiendo terminado la construcción de un cobertizo, los aborígenes fueguinos los mataron a todos, siendo estos unos ocho hombres, pudiéndose salvar solo uno quien más tarde sería rescatado desde las islas Malvinas.